# ブレヤ川
ブレヤ川（ブレヤがわ、Bureya、ロシア語: Бурея）は、ロシア極東部のハバロフスク地方およびアムール州を流れる長さ623kmの川で、アムール川の大きな支流の一つである。「ブレヤ」の名は、エヴェンキ語で川を意味する birija から来ている。満州語などのトゥングース語ではニオマン川(Nioman bira)と呼ばれており。清朝時代にはこれを牛満河と漢字音写していた。

## 概要
ブレヤ山脈の西側で、プラーヴァヤ・ブレヤ川（右ブレヤ川）とリェーヴァヤ・ブレヤ川（左ブレヤ川）が合流してブレヤ川となる。右ブレヤ川はエゾプ山（Эзоп）の南の尾根を、左ブレヤ川はドゥッセ・アリニ山脈（Дуссе-Алинь）の西側を源流とする。これら標高2,000mを超える二つの山並みはブレヤ山脈の北へ続きその最高部を形成している。左ブレヤ川源流からアムール合流点までの長さは623kmであるが、右ブレヤ川からだと739kmとなる。ブレヤ川源流・上流域は3,500平方kmに及ぶブレヤ自然保護区になっている。
ブレヤ川上流はハバロフスク地方を南西に流れ、流速も毎秒3-4mと早く両側の渓谷も狭いが、ノヴィー・ウルガルの周辺で渓谷は広くなる。再び深い渓谷に入った後、ブレヤ川はアムール州に入る。川が山地を抜けて平野部に出るタラカンの町の近くでは、1976年代からブレヤ・ダムの建設がはじまった。ブレヤ川はスコベリツィノでアムール川に合流する。下流ではブレヤ川は深さ4m、幅500mの流れの緩やかな大河となる。冬は凍結するが、夏の間は川の水位は6mから10mも高くなるなど頻繁に氾濫をおこし、衛星写真から大きな蛇行跡を幾筋も残しているのがわかる。
ゼヤ川を含む一帯の広大な氾濫原には三日月湖、湿地、河岸段丘、草地、フェン、オークの森林などがあり、1994年にラムサール条約登録地となった。

## 支流
おもな支流は、左岸側はウルガル川（Ургал）、ティルマ川（旧称はシヤルミ川）、右岸側はニマン川（旧称はオロンキ川）、トゥユン川（Туюн）などである。

## 建築物
バム鉄道およびシベリア鉄道が長い橋でブレヤ川を横断する。またロシア連邦の高速道路網の一部をなすチタ - ハバロフスク間の道路「アムール」が建設中で、ブレヤ川の橋は2001年に完成した。現在はこれがブレヤ川を横断する唯一の道路橋である。
ブレヤ・ダムと水力発電所は2009年に完成し、上流には750平方キロメートルの湖面をもつブレイスコエ貯水池ができ観光地となっている。

## 歴史
17世紀よりこの地方を支配するようになった清朝（ダイチン・グルン）の記録によると、黒竜江城より丸木舟で1ヶ月ほどでオロンキ川（ニマン川）とニオマン川（ブレヤ川）の合流地点に至ったという。17世紀後半には正黄旗蒙古都統ノミン・鑲紅旗蒙古副都統フワシャン・黒竜江副都統ナチンらによる調査が行われ、清朝作成の黒竜江流域地図（「ランタン地図」）にはニオマン川（ブレヤ川）・オロンキ川（ニマン川）・シヤルミ川（ティルマ川）の位置と名称が記されている。